# Neinver

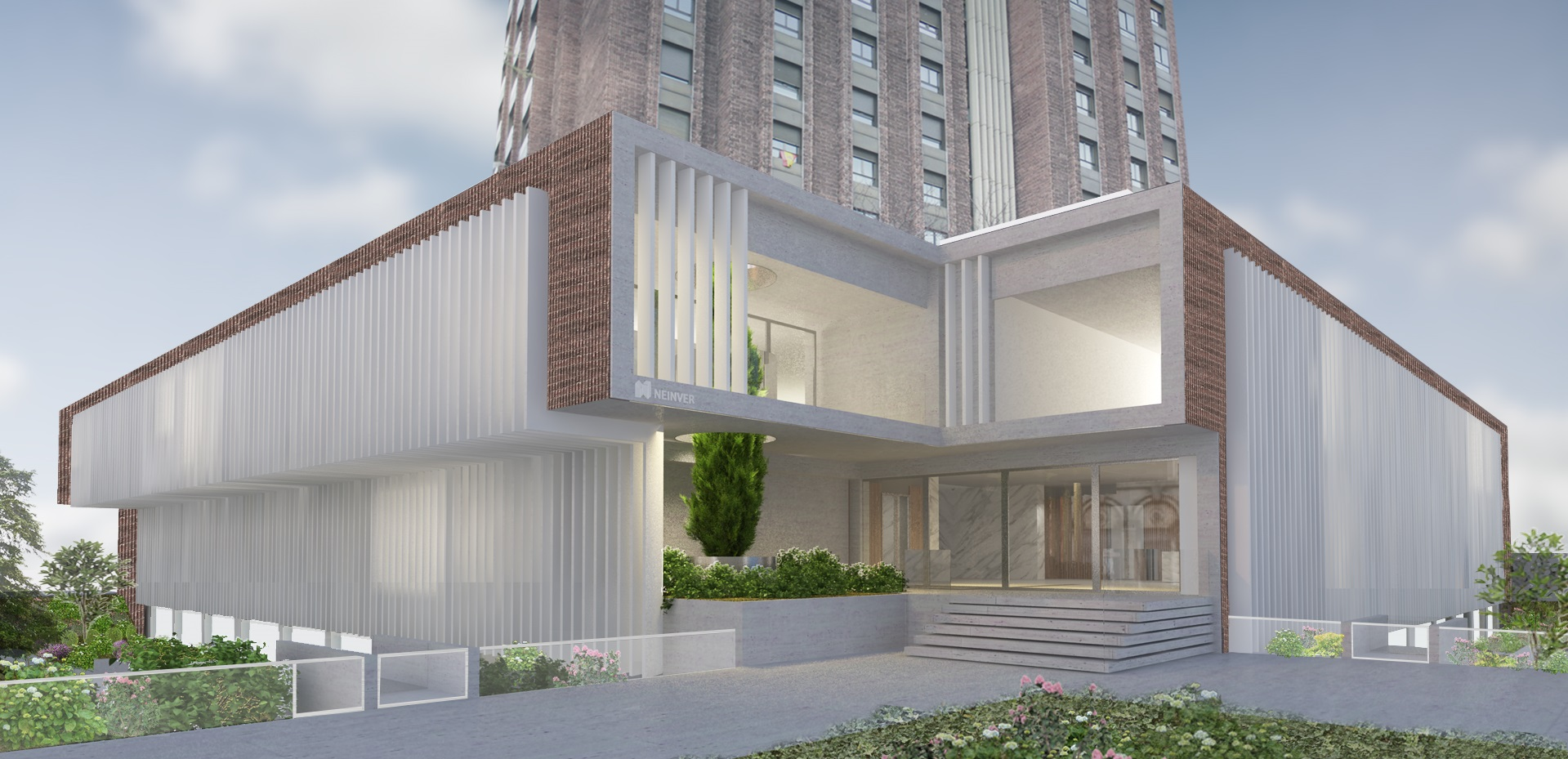
Edificio Neinver, sede central del Grupo en Madrid. Avenida de Pío XII, 44

El grupo Neinver es una multinacional española dedicada a la gestión y desarrollo inmobiliario, especialmente en los sectores de comercio minorista y logística. Se especializa en tres áreas de negocio: parques comerciales y de ocio, centros outlet y logística. Es la primera empresa en el sector outlet en España y Polonia y la segunda en Europa.

## Historia

### Fundación
La compañía fue fundada como empresa familiar de promoción inmobiliaria en 1969 por los hermanos José María y Mario Losantos del Campo. Su primera sede estuvo en San Adrián, Navarra, donde se ubicó para responder a la demanda de inmuebles destinados a la industria bodeguera y conservera de La Rioja. Desde allí se expandió para especializarse finalmente en complejos industriales.  En la década de los 60 y 70, del siglo XX, los hermanos Losantos desarrollaron la gran mayoría de ampliaciones de las bodegas de la zona, como Paternina, Campoviejo, Lagunilla o Domecq. El éxito en La Rioja llevó a Neinver a operar en Vizcaya, donde desarrollaron, en 1971, su primer proyecto de envergadura: un polígono industrial de 150.000 metros cuadrados en Bakiola, un barrio del municipio de Arrancudiaga, próximo a la ciudad de Bilbao
Tras superar una crisis en los años 80, Neinver diversificó sus líneas de negocio desarrollando promociones de oficinas y parques empresariales, un concepto novedoso en la España de la época. Inauguró el primer parque empresarial en San Fernando de Henares (Madrid) al que siguieron los de Las Rozas (Madrid) La Marina (San Sebastián de los Reyes) y un parque tecnológico en Berlín.

### Centros Outlet
En 1996 importó el concepto de los centros outlet a España. El primer centro de estas características se abrió en la localidad madrileña de Las Rozas bajo la marca Factory.  
En 2002, y tras abrir el centro comercial Nassica, en Getafe (el primer establecimiento que incluía zona outlet y espacio comercial tradicional en un mismo lugar), la compañía comienza su desarrollo internacional con la apertura de su primer centro outlet en Polonia: FACTORY Ursus, localidad muy próxima a Varsovia.  Después, en 2013, modificó el nombre de este tipo de centros para pasar a llamarse The Style Outlets, denominación que utiliza en toda Europa, excepto en Polonia, donde mantiene la marca comercial FACTORY.  
A las aperturas de centros en Polonia siguieron Francia -2012-, Italia -2014-, Alemania -2016- y Países Bajos- 2020-

### Presencia internacional
Neinver gestiona 17 centros outlet y 4 parques comerciales en seis países de la Unión Europea: España, Polonia, Alemania, Italia, Francia y Países Bajos.